# Antocha sagana
Antocha sagana är en tvåvingeart som beskrevs av Alexander 1932. Antocha sagana ingår i släktet Antocha och familjen småharkrankar. Inga underarter finns listade i Catalogue of Life.